# Vado (Nuevo México)
Vado es un lugar designado por el censo ubicado en el condado de Doña Ana en el estado estadounidense de Nuevo México. En el Censo de 2010 tenía una población de 3194 habitantes y una densidad poblacional de 413,97 personas por km².

## Geografía
Vado se encuentra ubicado en las coordenadas 32°7′40″N 106°39′26″O / 32.12778, -106.65722. Según la Oficina del Censo de los Estados Unidos, Vado tiene una superficie total de 7.72 km², de la cual 7.72 km² corresponden a tierra firme y (0%) 0 km² es agua.

## Demografía
Según el censo de 2010, había 3194 personas residiendo en Vado. La densidad de población era de 413,97 hab./km². De los 3194 habitantes, Vado estaba compuesto por el 61.15% blancos, el 0.88% eran afroamericanos, el 0.72% eran amerindios, el 0.19% eran asiáticos, el 0% eran isleños del Pacífico, el 33.84% eran de otras razas y el 3.22% pertenecían a dos o más razas. Del total de la población el 95.49% eran hispanos o latinos de cualquier raza.

## Educación
El Distrito Escolar Independiente de Gadsden gestiona escuelas públicas.